# Borough de Newtownabbey
Le borough de Newtownabbey (Newtownabbey Borough en anglais et Buirg Bhaile na Mainistreach en irlandais), officiellement appelé Newtownabbey (Baile na Mainistreach en irlandais), est un ancien district de gouvernement local d’Irlande du Nord.
Créé en octobre 1973, il fusionne avec le borough d'Antrim en mars 2015 pour former le district de gouvernement local d'Antrim and Newtownabbey.

## Géographie
Le district est situé dans le comté d’Antrim.

## Histoire
Un district de gouvernement local (local government district en anglais) du nom de Newtownabbey est créé le 17 juillet 1972 par le Local Government (Boundaries) Order (Northern Ireland) du 20 juin 1972. Les institutions du district entrent en vigueur à compter du 1er octobre 1973 au sens du Local Government Act (Northern Ireland) du 23 mars 1972.
Le district de Newtownabbey reçoit le statut de borough par lettres patentes du 18 février 1977.
La majeure partie des territoires des boroughs d’Antrim et de Newtownabbey sont réunis par le Local Government (Boundaries) Act (Northern Ireland) du 23 mai 2008. Le borough résultant de la fusion des anciens districts, Antrim and Newtownabbey, est créé à compter du 1er avril 2015 par le Local Government (Boundaries) Order (Northern Ireland) du 30 novembre 2012.

## Administration

### Conseil
Le Newtownabbey Borough Council, littéralement, le « conseil du borough de Newtownabbey », est l’assemblée délibérante du borough de Newtownabbey, composée de 21 (1973-1985), puis de 25 membres (1985-2015), appelés les conseillers (councillors).
Un maire (mayor) et un vice-maire (deputy mayor) sont élus parmi les conseillers à l’occasion de chaque réunion générale annuelle du conseil du borough.

### Circonscriptions électorales
Le district de gouvernement local est divisé en autant de sections électorales (wards en anglais) que de conseillers. Celles-ci sont distribuées par zone électorale de district (district electoral area).
| Zone                           | 1973-1985,                                                        | 1985-1993                                                           | 1993-2015                                                                          |
| ------------------------------ | ----------------------------------------------------------------- | ------------------------------------------------------------------- | ---------------------------------------------------------------------------------- |
| Première zone et ses sections  | A (5 sièges)                                                      | Antrim Line (5 sièges)                                              | Antrim Line (7 sièges)                                                             |
| Première zone et ses sections  | - Ballyclare - Ballyeaston - Ballynure - Doagh - Mallusk          | - Ballyhenry - Collinbridge - Glebe - Glengormley - Hightown        | - Ballyhenry - Burnthill - Collinbridge - Glebe - Glengormley - Hightown - Mallusk |
| Deuxième zone et ses sections  | B (6 sièges)                                                      | Ballyclare (5 sièges)                                               | Ballyclare (5 sièges)                                                              |
| Deuxième zone et ses sections  | - Bradan - Coole - Dunanney - Hopefield - Whiteabbey - Whitehouse | - Ballyclare North - Ballyclare South - Ballynure - Doagh - Mallusk | - Ballyclare North - Ballyclare South - Ballynure - Ballyrobert - Doagh            |
| Troisième zone et ses sections | C (5 sièges)                                                      | Doagh Road (5 sièges)                                               | Macedon (6 sièges)                                                                 |
| Troisième zone et ses sections | - Carnmoney - Cloughfern - Jordanstown - Monkstown - Rostulla     | - Bradan - Coole - Dunanney - Valley - Whitehouse                   | - Abbey - Cloughfern - Coole - Dunanney - Valley - Whitehouse                      |
| Quatrième zone et ses sections | D (5 sièges)                                                      | Manse Road (5 sièges)                                               | University (7 sièges)                                                              |
| Quatrième zone et ses sections | - Ballyhenry - Glengormley - Mossgrove - Mossley - Whitewell      | - Ballyduff - Burnthill - Carnmoney - Hawthorne - Mossley           | - Ballyduff - Carnmoney - Hawthorne - Jordanstown - Monkstown - Mossley - Rostulla |
| Cinquième zone et ses sections |                                                                   | Shore Road (5 sièges)                                               |                                                                                    |
| Cinquième zone et ses sections | - Abbey - Cloughfern - Jordanstown - Monkstown - Rostulla         |                                                                     |                                                                                    |